# Bulinovac
Bulinovac (Kyrillisch: Булиновац) ist ein Dorf in der Opština Knjaževac und im Okrug Zaječar im Osten Serbiens.

## Geographie
Bulinovac liegt am südlichen Ausläufer der Karpaten, im südlichen Teil der Region Timočka Krajina.

## Einwohner
Laut Volkszählung 2002 (Eigennennung) gab es 194 Einwohner. Davon waren 192 Serben und 2 unbekannter Nationalität.
Weitere Volkszählungen:
| 1948 | 1953 | 1961 | 1971 | 1981 | 1991 |
| ---- | ---- | ---- | ---- | ---- | ---- |
| 367  | 371  | 372  | 343  | 299  | 232  |